# Forada
Forada é uma cidade localizada no estado americano de Minnesota, no Condado de Douglas.

## Demografia
Segundo o censo americano de 2000, a sua população era de 197 habitantes.
Em 2006, foi estimada uma população de 196, um decréscimo de 1 (-0.5%).

## Geografia
De acordo com o United States Census Bureau tem uma área de
1,4 km², dos quais 1,4 km² cobertos por terra e 0,0 km² cobertos por água. Forada localiza-se a aproximadamente 432 m acima do nível do mar.

## Localidades na vizinhança
O diagrama seguinte representa as localidades num raio de 16 km ao redor de Forada.